# Catholic School Girls Rule
Catholic School Girls Rule е петият издаден сингъл на американската фънк рок група Ред Хот Чили Пепърс. Това е единадесетата песен от албума Freaky Styley.
Песента е посветена на момиче, което посещава местно католическо училище и има връзка с вокалиста на бандата – Антъни Кийдис. Видеото към песента е режисирано от Дик Руд, но не е показвано много често заради голи сцени и кадри, в които Антъни пее върху кръст.
Единственото му излъчване по телевизията е по Playboy Channel. Песента е изпълнявана само два пъти на живо от 1987 година насам.